# Kristóf László (csendőr)
Kristóf László (Nógrádverőce, 1911. augusztus 30. – Budapest, 1959. november 28.) csendőr nyomozó törzsőrmester, akit az 1956-os forradalom és szabadságharc utáni megtorlás részeként Ságvári Endre 1944-es letartóztatásában való részvétele miatt ártatlanul kivégeztek.

## Élete
Kristóf László református vallású, törpebirtokos család első gyermekeként született Verőcén. 1933-ban bevonult katonának, majd 1937-ben a csendőrség állományába lépett, ahol 1944-ig szolgált. 1942-ben kinevezték csendőrnyomozóvá a budapesti központi nyomozóparancsnokságra. 1943-ban feleségül vette a Békés vármegyei Nagy Irént. Feladata kezdetben a jobboldali szélsőséges csoportok megfigyelése volt, majd 1944-től áthelyezték a baloldali részlegre.
1944. július 27-én az illegális kommunista párt egyik körözés alatt állt meghatározó vezére, Ságvári Endre letartóztatásában részt vett. Az intézkedés során Ságvári először megadást színlelt, majd pisztolyát aktatáskájából előkapva, tüzelni kezdett, s egy hatósági személyt halálosan, két személyt pedig – köztük Kristófot – súlyosan megsebesített. A tűzharcban Cselényi Antal rendőrdetektív fegyverhasználata következtében Ságvári Endre halálosan megsebesült, és a mentőautóban meghalt.
Kristóf László súlyos sebesülése nehezen gyógyult, a front elől Grazba menekítették. A második világháborúban egy bombatámadásban elvesztette édesanyját, így felesége rokonaihoz, Békés vármegyébe költözött. Eleinte Köröstarcsán, majd Békéscsabán élt. Az 1956-os forradalomban fegyveresen nem vett részt, de több alkalommal élelmiszert szállított a fővárosba a felkelők segítésére.

## Elítélése és kivégzése
A háború utáni funkcionáriusok nem keresték, ugyanis tévedésből holtnak nyilvánították, mivel a kórház, ahol korábban kezelték, bombatámadásban megsemmisült. Egy besúgó ténykedése nyomán 1958. január 22-én letartóztatták. Kristóf László először szökést kísérelt meg, mivel tudta, hogy a Ságvári-ügy miatt valószínűleg kivégzés vár rá. A Népbíróságok Országos Tanácsa egy klasszikus koncepciós perben első fokon kötél általi halálra ítélte Ságvári Endre „meggyilkolásában való részvétele" miatt. A másodfokon eljáró Legfelsőbb Bíróság ítélete az elsőfokú határozatot helyben hagyta. Kristóf László perében Mátyás Miklós hadbíró őrnagy járt el. 1959. november 28-án az ítéletet végrehajtották. Holttestét a rákoskeresztúri 301-es parcella 22. sorának 29. helyére jegyezték be más személyekkel együtt, ahol azonban nem sikerült azonosítani.

## Rehabilitálás
2006-ban a Legfelsőbb Bíróság Kristóf Lászlót rokonainak keresetére felmentette a koncepciós perben megfogalmazott vádak alól, és kimondta, hogy ártatlanul végezték ki. Az ítélet rámutatott arra, hogy Ságvári Endre törvényes intézkedés során, jogszerű fegyverhasználat következtében halt meg, ráadásul Kristóf nem lőtt, csak az igazoltatásban vett részt. Az eljárás során jogi képviselőként dr. Zétényi Zsolt járt el. A felmentő ítélettel szemben néhány baloldali közéleti személyiség éles ellenérzéseit fogalmazta meg.

## Emlékezete
2017. március 24-én Verőce község önkormányzata emléktáblát állíttatott Kristóf László szülőháza falán. Szülőhelyén, Verőce temetőjében 2017. november 4-én, az Emlékezés Napján kopjafát állított a Magyar Patrióták Közössége. A megemlékezésen dr. Zétényi Zsolt mondott emlékező beszédet.